# U 1231
U 1231 war ein deutsches U-Boot vom Typ IX, das von der Kriegsmarine während des Zweiten Weltkrieges unter anderem als Wetterboot im Westatlantik eingesetzt wurde.

## Technische Daten
Mit Kriegsbeginn wurde die Deutsche Werft AG in Hamburg-Finkenwerder in das U-Boot-Bauprogramm miteinbezogen. Die Kriegsmarine beauftragte die Werft mit dem Bau von U-Booten des Typs IX nach Plänen der Bremer Deschimag-Werft. Die modernen Einrichtungen der Deutschen Werft sollten eine jährliche Produktion von 24 Booten dieses Typs gewährleisten. Diese Vorgaben konnten nie erfüllt werden. Bis Kriegsende lieferte die Deutsche Werft AG 24 Boote des Typs IX und nochmals 41 Modelle des weiterentwickelten Typ IX C/40. Ein U-Boot dieser Klasse war 76,8 m lang und hatte 4,7 m Tiefgang. Es verfügte über sechs Torpedorohre, davon zwei im Heck, und führte 22 Torpedos mit. Zwei Dieselmaschinen von MAN erbrachten über Wasser eine Geschwindigkeit von 18,3 kn. Bei Unterwasserfahrt wurde ein IX C/40-Boot durch zwei Elektromaschinen zu einer Geschwindigkeit von bis zu 7,3 kn angetrieben. Da der erste Kommandant des Bootes zwei Jahre lang eine Fliegerstaffel geführt hatte, trug U 1231 deren Abzeichen, ein Seepferdchen, am Turm.

## Einsätze
U 1231 lief am 15. Oktober in Norwegen aus, um in der Mündung des Sankt-Lorenz-Stromes zu operieren. Der Kommandant, Kapitän Lessing, war zu dieser Zeit der älteste deutsche U-Bootkommandant im aktiven Dienst. Als das Boot das Zielgebiet erreichte, war nicht nur der Geleitzugverkehr in dieser Gegend bereits eingestellt worden, es herrschte auch noch ausnehmend schlechtes Wetter. Kommandant Lessing meldete, einen Frachter und ein Sicherungsfahrzeug angegriffen zu haben, was allerdings wegen Versagen der Torpedos erfolglos geblieben sei. Zu Beginn des Dezember plante er, sein Operationsgebiet auf die Küste vor Halifax zu verlegen.

### Widrige Umstände
Sobald U 1231 sein Operationsgebiet erreichte, hatte die Besatzung mit widrigen Umständen zu kämpfen. Aufgrund der niedrigen Temperaturen vereiste der Schnorchel und die Torpedos versagten. Als das Boot durch die Cabotstraße in Richtung der Küste von Nova Scotia fuhr, meldete der Leitende Ingenieur Kommandant Lessing einen geringeren Treibstoffbestand, als tatsächlich vorhanden war. Lessing entschied sich dafür, auf Heimatkurs zu gehen, wendete aber wieder, als der Irrtum nach drei Tagen bemerkt wurde.

### Wetterboot
U 1231 begegnete nur wenigen Schiffen und es gelangen Kommandant Lessing auch weiterhin keine Versenkungen. Stattdessen erhob er Wetterdaten. Grundlage solcher Einsätze war die Tatsache, dass die Wetterlage in Europa maßgeblich von den meteorologischen Vorgängen im arktischen Raum abhängt. Die Aufgaben eines Wetterbootes lag im Ermitteln von Temperaturen sowie dem Vornehmen von Wetterbeobachtungen, aus denen momentaner und erwarteter Wetterstand zur Unterstützung weiterer operativer Planung der Kriegsmarine abgeleitet werden konnten. Am 5. Februar lief U 1231 in Flensburg ein.

## Verbleib
Unter dem neuen Kommandanten Helmut Wicke lief U 1231 im April 1945 zunächst von Kiel nach Horten, von dort nach Kristiansand und von hier letztlich zur Unternehmung aus, die vor der US-amerikanischen Ostküste stattfinden sollte.

### Kapitulation
Kommandant Wicke ergab sich, als er von der Kapitulation erfuhr, britischen Streitkräften und lief Loch Eriboll an, dem Sammelplatz der deutschen U-Boote, die sich in diesem Seegebiet ergeben hatten. Von hier aus fuhr das Boot zunächst zum Loch Alsh und lief schließlich im nordirischen Hafen Lisahally ein, wo es als N 26 der britischen Marine unterstellt wurde. Diese sprach es im August der USA zu, welche es letztlich im November der Sowjetunion als Kriegsbeute zuteilte.

### Operation Cabal
Großbritannien, die Sowjetunion und die USA hatten sich darauf geeinigt, einen Teil der in Schottland gesammelten deutschen U-Boote nicht zu versenken, sondern zu gleichen Teilen untereinander aufzuteilen. Die Überführung von zehn dieser Boote vom irischen Lisahally in den baltischen Hafen Liepāja wurde als „Operation Cabal“ bezeichnet. U 1231 erreichte den Ostseehafen aus eigener Kraft und wurde am 13. Februar 1946 unter dem Namen N 26 der Baltischen Flotte zugeordnet. Bis 1968 wurde es unter verschiedenen Bezeichnungen zu unterschiedlichen Ausbildungs- und Schulungszwecken genutzt und am 13. Januar ausgesondert, abgebrochen und in Riga verschrottet.